# Paul Burian
Paul Burian (* 1944) ist ein deutscher Schauspieler, Hörspielsprecher und Regisseur.

## Wirken
Paul Burian besuchte in Wien eine Schauspielschule. Sein Wirkungsbereich als Theaterschauspieler galt in erster Linie seiner Heimatstadt Berlin. Er war Mitglied des Ensembles der Berliner Schaubühne am Lehniner Platz. Im Jahr 1981 beispielsweise gab er, noch in der Schaubühne am Halleschen Ufer, den Woyzeck im gleichnamigen Drama von Georg Büchner, 1982 sah man ihn am Lehniner Platz in Die Kunst der Komödie von Eduardo de Filippo und in Shakespeares Hamlet. 1985 trat er ebendort in Triumph der Liebe von Pierre Carlet de Marivaux auf die Bühne. Im Februar 1987 verkörperte er in der Uraufführung von Robert Wilsons Death Destruction & Detroit II den leitmotivischen Boten. Paul Burian war des Öfteren auch als Regisseur tätig, so in der Spielzeit 1995/96 in Der seidene Schuh von Paul Claudel (Stadttheater Heilbronn), 2010 in Viel Lärm um Nüscht! nach Shakespeare (Berliner Taschenoper) und 2016 in Das verlorene Paradies von Tomasz Kajdanski (48h Neukölln). Als Filmschauspieler ist er bekannt durch sein Mitwirken in deutschen und internationalen Spielfilmen und Fernsehfilmen im Zeitrahmen 1970 bis 2010. Erste Hörspielsprechrollen übernahm er bereits 1960.
Paul Burian lebt hauptsächlich in Berlin und zeitweise in Wien.

## Filmografie
- 1971: Der Widerspenstigen Zähmung (Fernsehfilm)
- 1972: Friß, Pappi, friß! (Fernsehfilm)
- 1972: Vier gegen das britische Pfund (Fernsehfilm)
- 1973: Ein besserer Herr (Fernsehfilm)
- 1974: Supermarkt
- 1974: Konfrontation
- 1975: Im Auftrag von Madame (Fernsehserie, 1 Folge)

- 1976: Der Gehülfe
- 1977: Das Schlangenei

Paul Burian (mit Schirm und Hut) bei den Dreharbeiten zum Film Der Gehülfe, Zürich, Foto: Walter Schmid, Comet Photo, Bildarchiv der ETH-Bibliothek, Zürich

- 1978: Alzire oder der neue Kontinent
- 1979: Woyzeck
- 1979: Winterreise im Olympiastadion
- 1981: Die Leidenschaftlichen
- 1982: Mamma
- 1982: Wer spinnt denn da, Herr Doktor?
- 1986: Triumph der Liebe (Fernsehfilm)
- 1987: Das weite Land
- 1988: Die Dollarfalle
- 1993: Der grüne Heinrich
- 2005: Fateless – Roman eines Schicksallosen
- 2007: Lamento
- 2008: Der Hochzeitswalzer (Fernsehfilm)

## Hörspiele (Auswahl)
- 1960: Ferdinand Raimund: Die gefesselte Phantasie  –  Regie: Ferdinand Raimund
- 1960: Friedrich von Schiller: Wallenstein (1. Teil: Wallensteins Lager) – Regie: Ludwig Cremer
- 1960: Friedrich von Schiller: Wallenstein (2. Teil: Wallensteins Tod) – Regie: Ludwig Cremer
- 1960: Gerhard Fritsch und Franz Hiesel: Die Reise nach Österreich (5. Teil: Empfang in Stockington) – Regie: Gerlach Fiedler
- 1980: Ernst Jandl: Aus der Fremde – Regie: Ernst Jandl und Ellen Hammer
- 1984: Dieter Hasselblatt: Stemopheru – Regie: Ulrich Gerhardt
- 1984: Roy Kift: Bitte recht freundlich – Regie: Götz Naleppa
- 1985: Ingomar von Kieseritzky: Vernünftige Träume – Regie: Hans-Ulrich Minke
- 1986: Gerhard Staguhn: Der Diener – Regie: Götz Naleppa
- 1986: Joshua Sobol: Die Nacht vom Zwanzigsten – Regie: Stephen Tree
- 1988: Ingomar von Kieseritzky: Frauenlos – Regie: Karin Bellingkrodt
- 1989: Ingomar von Kieseritzky und Karin Bellingkrodt: Auf allen Ebenen – Regie: Karin Bellingkrodt
- 1989: Yosef Bar-Yosef: Schwierige Leute – Regie: Christiane Ohaus
- 1990: Ingomar von Kieseritzky: Die Maschine – Regie: Karin Bellingkrodt
- 1990: Sebastian Goy: Himmel und Hölle – Regie: Ulrich Gerhardt
- 1991: Georges Perec: Der Teufel in der Bibliothek – Regie: Ulrich Gerhardt
- 1991: Jiří Polák: Der Hunger des Kellners – Regie: Stefan Dutt
- 1992: Arthus Caspari: Jenseits des Wahnsinns – Regie: Ulrike Brinkmann
- 1992: Gabriel Josipovici: Ein kleines persönliches Taschenrequiem – Regie: Ulrike Brinkmann
- 1993: Sebastian Goy: Mich kann ich nirgends erblicken – Regie: Ulrich Gerhardt
- 1996: Alexander Iwanowitsch Wwedenski: Gespräche im Irrenhaus oder Spielen wir endlich Karten – Regie: Stefan Dutt
- 1996: Kurt Drawert: Alles ist einfach – Regie: Ulrike Brinkmann
- 1999: Sabine Schiffner: Seenebel – Regie: Stefan Dutt
- 2000: Daniel Cil Brecher: Der Fuchs und der Igel (3. Teil) – Regie: Robert Matejka
- 2002: Klaus Siblewski: Telefongespräche mit Ernst Jandl – Regie: Nikolai von Koslowski
- 2009: Aharon Appelfeld: Badenheim – Regie: Annette Berger
- 2017: Andrea Marggraf und Klaus Dermutz: Das Theater muss durch Tränen gehen – Regie: Andrea Marggraf und Klaus Dermutz